# Liste des WWE World Tag Team Champions (1971-2010)
Ne pas confondre avec la Liste des WWE World Tag Team Champions (2024-).
Cet article présente la liste des Champions du monde par équipe de la fédération de catch World Wrestling Entertainment de 1971 à 2010. Le titre a connu 175 règnes officiels pour 113 équipes titrées, et un total 164 champions individuels. Le 16 août 2010, le titre (alors unifié au WWE Tag Team Championship, disparait pour être remplacé par le WWE Unified Tag Team Championship (qui prend alors le nom de WWE Tag Team Championship).

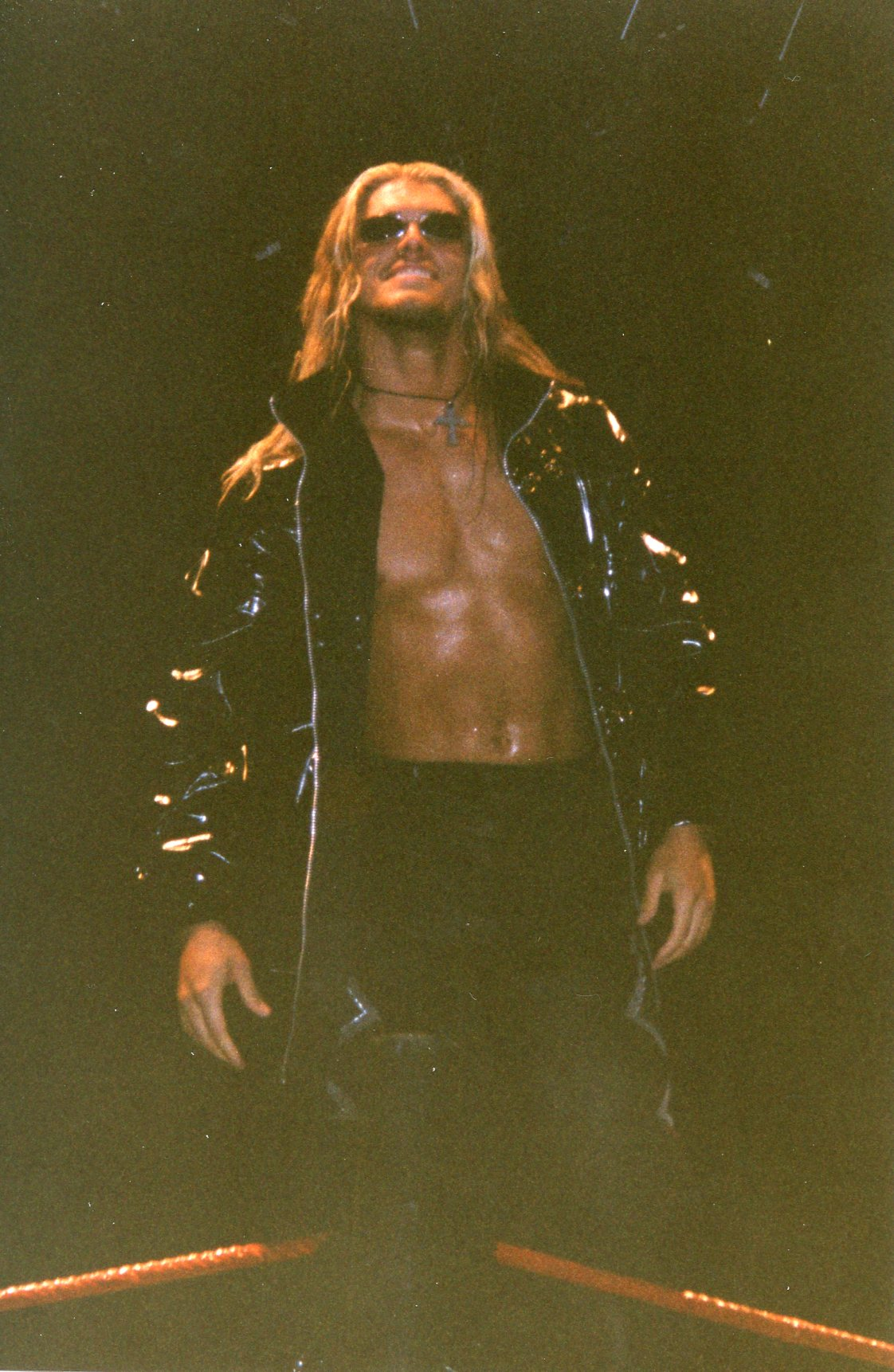
Edge, qui détient le record du plus grand nombre de championnats du monde par équipe règne avec 12 (avec cinq partenaires différents).

## Historique du titre

### Noms
| Nom                               | Période                          |
| --------------------------------- | -------------------------------- |
| WWWF World Tag Team Championship  | Juin 1971 – octobre 1979         |
| WWF (World) Tag Team Championship | Octobre 1979 – mai 2002          |
| WWE World Tag Team Championship   | Mai 2002 – 14 octobre 2002       |
| World Tag Team Championship (WWE) | 14 octobre 2002 – 5 avril 2009   |
| WWE Unified Tag Team Championship | 5 avril 2009 – 16 septembre 2010 |

### Règnes
| #   | Équipe                                                       | Règne | Date              | Durée | Lieu                            | Événement                          | Notes | Réf.  |
| --- | ------------------------------------------------------------ | ----- | ----------------- | ----- | ------------------------------- | ---------------------------------- | --- | ----- |
| 1   | Luke Graham et Tarzan Tyler                                  | 1     | 3 juin 1971       | 186   | La Nouvelle-Orléans, Louisiane  | House show                         | Ils ont battu Dick the Bruiser (en) et The Sheik dans la finale d'un tournoi. Le 12 novembre 1975, Graham et Tyler ont aussi remporté le WWF International Tag Team Championship. |       |
| 2   | Karl Gotch et René Goulet                                    | 1     | 6 décembre 1971   | 57    | New York, NY                    | House show                         | |       |
| 3   | King Curtis Iaukea et Mikel Scicluna                         | 1     | 1er février 1972  | 111   | Philadelphie, Pennsylvanie      | House show                         | |       |
| 4   | Sonny King et Chief Jay Strongbow                            | 1     | 22 mai 1972       | 36    | New York, NY                    | House show                         | |       |
| 5   | Mr. Fuji et Professor Tanaka                                 | 1     | 27 juin 1972      | 337   | Philadelphie, Pennsylvanie      | House show                         | |       |
| 6   | Haystacks Calhoun et Tony Garea                              | 1     | 30 mai 1973       | 104   | Hamburg, Pennsylvanie           | House show                         | |       |
| 7   | Mr. Fuji et Professor Tanaka(2)                              | 2     | 11 septembre 1973 | 64    | Philadelphie, Pennsylvanie      | House show                         | |       |
| 8   | Tony Garea (2) et Dean Ho                                    | 1     | 14 novembre 1973  | 175   | Hamburg, Pennsylvanie           | House show                         | |       |
| 9   | Jimmy et Johnny Valiant                                      | 1     | 8 mai 1974        | 370   | Hamburg, Pennsylvanie           | House show                         | |       |
| 10  | Dominic DeNucci et Victor Rivera/Pat Barrett                 | 1     | 13 mai 1975       | 105   | Philadelphie, Pennsylvanie      | House show                         | Rivera quitte la WWWF en juin 1975 et DeNucci choisi Barrett pour le remplacer comme partenaire. |       |
| 11  | The Blackjacks (Lanza et Mulligan)                           | 1     | 26 août 1975      | 74    | Philadelphie, Pennsylvanie      | House show                         | |       |
| 12  | Louis Cerdan et Tony Parisi                                  | 1     | 8 novembre 1975   | 185   | Philadelphie, Pennsylvanie      | House show                         | |       |
| 13  | The Exécutioners (#1 et #2)                                  | 1     | 11 mai 1976       | 168   | Philadelphie, Pennsylvanie      | House show                         | |       |
| —   | Vacant                                                       | —     | 26 novembre 1976  | 11    | Hamburg, Pennsylvanie           | House show                         | Rendu vacant lorsqu'un troisième Exécutioners est utilisé. |       |
| 14  | Chief Jay Strongbow (2) et Billy White Wolf                  | 1     | 7 décembre 1976   | 237   | Philadelphie, Pennsylvanie      | House show                         | Lors d'un match les opposant à Tor Kamata et Nikolai Volkoff et The Exécutioners. |       |
| —   | Vacant                                                       | —     | Septembre 1977    |       |                                 |                                    | Vacant quand Billy White Wolf se blesse à la nuque lors d'un match contre Ken Patera. |       |
| 15  | Mr. Fuji et Professor Tanaka(3)                              | 3     | 27 septembre 1977 | 168   | Philadelphie, Pennsylvanie      | House show                         | Contre Tony Garea et Larry Zbyszko. |       |
| 16  | Dino Bravo et Dominic DeNucci (2)                            | 1     | 14 mars 1978      | 104   | Philadelphie, Pennsylvanie      | House show                         | |       |
| 17  | The Yukon Lumberjacks (Eric et Pierre)                       | 1     | 26 juin 1978      | 148   | New York, NY                    | House show                         | |       |
| 18  | Tony Garea (3) et Larry Zbyszko                              | 1     | 21 novembre 1978  | 105   | Allentown, Pennsylvanie         | Championship Wrestling             | |       |
| 19  | Jerry et Johnny Valiant (2)                                  | 1     | 6 mars 1979       | 230   | Allentown, Pennsylvanie         | Championship Wrestling             | |       |
| 20  | Ivan Putski et Tito Santana                                  | 1     | 22 octobre 1979   | 173   | New York, NY                    | House show                         | |       |
| 21  | The Wild Samoans (Afa et Sika)                               | 1     | 12 avril 1980     | 119   | Philadelphie, Pennsylvanie      | House show                         | |       |
| 22  | Bob Backlund et Pedro Morales                                | 1     | 9 août 1980       | 1     | New York, NY                    | Showdown at Shea                   | Lors d'un match au meilleur des trois manches avec Morales et Backlund 2-0. Durant leur règne Backlund était WWF Heavyweight Championship |       |
| —   | Vacant                                                       | —     | 10 août 1980      | 30    |                                 |                                    | En raison du statut de Backlund qui était WWF Heavyweight Championship. |       |
| 23  | The Wild Samoans (2)                                         | 2     | 9 septembre 1980  | 60    | Allentown, Pennsylvanie         | Championship Wrestling             | Battent Tony Garea et Rene Goulet dans un tournoi de final |       |
| 24  | Tony Garea (4) et Rick Martel                                | 1     | 8 novembre 1980   | 129   | Philadelphie, Pennsylvanie      | House show                         | |       |
| 25  | The Moondogs (Rex et King/Spot)                              | 1     | 17 mars 1981      | 126   | Allentown, Pennsylvanie         | Championship Wrestling             | King est remplacé par Spot le 1er mai comme il est incapable d'entrer aux États-Unis à partir du Canada |       |
| 26  | Tony Garea (5) et Rick Martel(2)                             | 2     | 21 juillet 1981   | 84    | Allentown, Pennsylvanie         | Championship Wrestling             | |       |
| 27  | Mr. Fuji (4) et Mr. Saito                                    | 1     | 13 octobre 1981   | 258   | Allentown, Pennsylvanie         | Championship Wrestling             | |       |
| 28  | Chief Jay (3) et Jules Strongbow                             | 1     | 28 juin 1982      | 0     | New York, NY                    | House show                         | |       |
| —   | Vacant                                                       | —     | 28 juin 1982      | 22    |                                 |                                    | |       |
| 29  | Mr. Fuji (5) et Mr. Saito (2)                                | 2     | 13 juillet 1982   | 105   | Allentown, Pennsylvanie         | Championship Wrestling             | |       |
| 30  | Chief Jay (4) et Jules Strongbow (2)                         | 2     | 26 octobre 1982   | 133   | Allentown, Pennsylvanie         | Championship Wrestling             | |       |
| 31  | The Wild Samoans                                             | 3     | 8 mars 1983       | 252   | Allentown, Pennsylvanie         | Championship Wrestling             | |       |
| 32  | Tony Atlas et Rocky Johnson                                  | 1     | 15 novembre 1983  | 154   | Allentown, Pennsylvanie         | Championship Wrestling             | |       |
| 33  | Adrian Adonis et Dick Murdoch                                | 1     | 17 avril 1984     | 279   | Hamburg, Pennsylvanie           | Championship Wrestling             | |       |
| 34  | The U.S. Express (Mike Rotundo et Barry Windham)             | 1     | 21 janvier 1985   | 70    | Hartford, Connecticut           | House show                         | |       |
| 35  | The Iron Sheik et Nikolai Volkoff                            | 1     | 31 mars 1985      | 78    | New York, NY                    | WrestleMania I                     | |       |
| 36  | The U.S. Express                                             | 2     | 17 juin 1985      | 68    | Poughkeepsie, NY                | Championship Wrestling             | |       |
| 37  | The Dream Team (Brutus Beefcake et Greg Valentine)           | 1     | 24 août 1985      | 226   | Philadelphie, Pennsylvanie      | House show                         | |       |
| 38  | The British Bulldogs (Dynamite Kid et Davey Boy Smith)       | 1     | 7 avril 1986      | 294   | Rosemont, Illinois              | WrestleMania 2                     | |       |
| 39  | The Hart Foundation (Bret Hart et Jim Neidhart)              | 1     | 26 janvier 1987   | 275   | Tampa, Floride                  | Superstars                         | L'arbitre Danny Davis a favorisé Hart et Neidhart tout au long du match et a été plus tard privé de ses fonctions d'arbitre par le président Jack Tunney. |       |
| -   | The Rougeau Brothers (Jacques et Raymond Rougeau)            | -     | 8 octobre 1987    | 209   | Montreal, Québec                | House show                         | The Rougeau gagnent après avoir intercepté et en utilisant le mégaphone du manager de la Hart Foundation, Jimmy Hart. La décision a ensuite été inversé et leur titre gagnant N'A JAMAIS ÉTÉ RECONNUE PAR LA WWF. |       |
| 40  | Strike Force (Rick Martel (3) et Tito Santana (2))           | 1     | 27 octobre 1987   | 152   | Syracuse, NY                    | Superstars                         | |       |
| 41  | Demolition (Ax et Smash)                                     | 1     | 27 mars 1988      | 479   | Atlantic City, New Jersey       | WrestleMania IV                    | Plus long règne. |       |
| 42  | The Brain Busters (Arn Anderson et Tully Blanchard)          | 1     | 18 juillet 1989   | 76    | Worcester, Massachusetts        | Saturday Night's Main Event        | Lors d'un match au meilleur des trois, Brain Busters l'emporte avec le score de 2-1. |       |
| 43  | Demolition                                                   | 2     | 2 octobre 1989    | 72    | Wheeling, Virginie-Occidentale  | Superstars                         | |       |
| 44  | The Colossal Connection (André the Giant et Haku)            | 1     | 13 décembre 1989  | 110   | Huntsville, Alabama             | Superstars                         | |       |
| 45  | Demolition (Ax (3), Smash (3) et Crush)                      | 3     | 1er avril 1990    | 148   | Toronto, Ontario                | WrestleMania VI                    | Crush rejoint Demolition pendant ce règne, ses débuts le 6 juin dans les enregistrements de Superstars. La règle de Freebird est invoquée, permettant tout 2 membres de Demolition à défendre le titre. |       |
| 46  | The Hart Foundation                                          | 2     | 27 août 1990      | 210   | Philadelphie, Pennsylvanie      | SummerSlam 1990                    | Lors d'un match au meilleur des trois, Hart Foundation l'emporte avec un score de 2-1. |       |
| -   | The Rockers (Shawn Michaels et Marty Jannetty)               | -     | 30 octobre 1990   | -     | Fort Wayne, Indiana             | The Main Event IV                  | The Rockers ont remporté les titres dans un match au meilleur des trois, cependant le président Jack Tunney a plus tard infirmé la décision en raison d'une corde qui se detache du tendeur pendant ce match. La victoire N'A JAMAIS ÉTÉ RECONNUE. |       |
| 47  | The Nasty Boys (Brian Knobbs et Jerry Sags)                  | 1     | 24 mars 1991      | 155   | Los Angeles, Californie         | WrestleMania VII                   | |       |
| 48  | The Legion of Doom (Animal et Hawk)                          | 1     | 26 août 1991      | 165   | New York, NY                    | SummerSlam 1991                    | |       |
| 49  | Money Inc. (Ted DiBiase et I.R.S. (3))                       | 1     | 7 février 1992    | 164   | Denver, Colorado                | House show                         | |       |
| 50  | The Natural Disasters (Earthquake et Typhoon)                | 1     | 20 juillet 1992   | 85    | Worcester, Massachusetts        | House show                         | |       |
| 51  | Money, Inc. (Ted DiBiase (2) et I.R.S. (4))                  | 2     | 13 octobre 1992   | 245   | Regina, Saskatchewan            | Wrestling Challenge                | |       |
| 52  | The Steiner Brothers (Rick et Scott)                         | 1     | 14 juin 1993      | 2     | Columbus, Ohio                  | House show                         | |       |
| 53  | Money, Inc. (Ted DiBiase (3) et I.R.S. (5))                  | 3     | 16 juin 1993      | 3     | Rockford, Illinois              | House show                         | |       |
| 54  | The Steiner Brothers                                         | 2     | 19 juin 1993      | 86    | St. Louis, Missouri             | House show                         | |       |
| 55  | The Quebecers (Pierre et Jacques)                            | 1     | 13 septembre 1993 | 119   | New York, NY                    | Raw                                | Ce match a eu lieu dans la province de Québec, dans lesquelles les règles du titre pourraient changer de mains par disqualication. The Quebecers ont gagné lorsque les Steiner Brothers ont utilisé un bâton de Hockey. |       |
| 56  | The 1-2-3 Kid et Marty Jannetty                              | 1     | 10 janvier 1994   | 7     | Richmond, Virginie              | Raw                                | |       |
| 57  | The Quebecers                                                | 2     | 17 janvier 1994   | 72    | New York, NY                    | House show                         | |       |
| 58  | Men on a Mission (Mabel et Mo)                               | 1     | 29 mars 1994      | 2     | Londres, Angleterre             | House show                         | |       |
| 59  | The Quebecers                                                | 3     | 31 mars 1994      | 26    | Sheffield, Angleterre           | House show                         | |       |
| 60  | The Headshrinkers (Fatu et Samu)                             | 1     | 26 avril 1994     | 124   | Burlington, Vermont             | Raw                                | |       |
| 61  | Diesel et Shawn Michaels                                     | 1     | 28 août 1994      | 87    | Indianapolis, IN                | House show                         | |       |
| —   | Vacant                                                       | —     | 23 novembre 1994  | 67    | San Antonio, Texas              | Survivor Series                    | Vacant quand Shawn Michaels et Diesel ne pourrait pas fonctionner en équipe |       |
| 62  | The 1-2-3 Kid (2) et Bob Holly                               | 1     | 22 janvier 1995   | 1     | Tampa, Floride                  | Royal Rumble 1995                  | Battent Bam Bam Bigelow et Tatanka dans une finale de tournoi |       |
| 63  | The Smoking Gunns (Billy et Bart)                            | 1     | 23 janvier 1995   | 70    | Palmetto, Floride               | Raw                                | |       |
| 64  | Owen Hart et Yokozuna                                        | 1     | 2 avril 1995      | 175   | Hartford, Connecticut           | WrestleMania XI                    | |       |
| 65  | Diesel et Shawn Michaels                                     | 2     | 24 septembre 1995 | 1     | Saginaw, Michigan               | In Your House: Triple Headed       | Ce match était aussi pour le WWF Championship de Diesel et le Intercontinental Championship de Michaels. Cependant comme Hart n'a pas pu se présenter pour le match, The British Bulldog substitué comme le partenaire de Yokozuna. Pendant le match, Owen a couru vers le ring seulement pour être piégée, en dépit de ne pas être officiellement dans le match.      |       |
| 66  | Owen Hart et Yokozuna                                        | 2     | 25 septembre 1995 | 0     | Grand Rapids, Michigan          | Raw                                | En raison de la controverse qui a suivi, les titres ont été restaurés à Owen Hart et Yokozuna la nuit suivante à Raw. |       |
| 67  | The Smoking Gunns                                            | 2     | 25 septembre 1995 | 143   | Grand Rapids, Michigan          | Raw                                | Smoking Gunns ont battu les champions restaurés Hart et Yokozuna. |       |
| —   | Vacant                                                       | —     | 15 février 1996   | 45    |                                 |                                    | Vacant quand Billy Gunn se blesse à la nuque |       |
| 68  | The Bodydonnas (Skip et Zip)                                 | 1     | 31 mars 1996      | 49    | Anaheim, Californie             | WrestleMania XII                   | Battent The Godwinns dans une finale de tournoi |       |
| 69  | The Godwinns (Henry et Phineas)                              | 1     | 19 mai 1996       | 7     | New York, NY                    | House show                         | |       |
| 70  | The Smoking Gunns                                            | 3     | 26 mai 1996       | 119   | Florence, Caroline du Sud       | In Your House : Beware of Dog      | |       |
| 71  | The British Bulldog (2) et Owen Hart (3)                     | 1     | 22 septembre 1996 | 245   | Philadelphie, Pennsylvanie      | In Your House : Mind Games         | |       |
| 72  | Steve Austin et Shawn Michaels (3)                           | 1     | 25 mai 1997       | 50    | Evansville, Indiana             | Raw                                | |       |
| —   | Vacant                                                       | —     | 14 juillet 1997   | 0     | San Antonio, Texas              | Raw                                | Vacant suit à une blessure de Shawn Michaels. |       |
| 73  | Steve Austin (2) et Dude Love                                | 1     | 14 juillet 1997   | 55    | San Antonio, Texas              | Raw                                | Battent The British Bulldog et Owen Hart, qui avait gagné a un tournoi pour faire face à Austin et un partenaire de son choix |       |
| —   | Vacant                                                       | —     | 7 septembre 1997  | 0     | Louisville, Kentucky            | In Your House : Ground Zero        | Vacant à la suite d'une blessure d'Austin. |       |
| 74  | The Headbangers (Mosh et Thrasher)                           | 1     | 7 septembre 1997  | 28    | Louisville, Kentucky            | In Your House : Ground Zero        | C'était un Fatal-4-Way Elimination match qui incluaient également The Godwinns, The Legion of Doom et The British Bulldog et Owen Hart |       |
| 75  | The Godwinns                                                 | 2     | 5 octobre 1997    | 2     | St. Louis, Missouri             | In Your House : Badd Blood         | |       |
| 76  | The Legion of Doom                                           | 2     | 7 octobre 1997    | 48    | Topeka, Kansas                  | Raw                                | |       |
| 77  | The New Age Outlaws (Billy Gunn (4) et Road Dogg)            | 1     | 24 novembre 1997  | 126   | Fayetteville, Caroline du Nord  | Raw                                | |       |
| 78  | Cactus Jack (2) et Chainsaw Charlie                          | 1     | 29 mars 1998      | 1     | Boston, Massachusetts           | WrestleMania XIV                   | C'était un match à poubelle. |       |
| —   | Vacant                                                       | —     | 30 mars 1998      | 0     | Albany, NY                      | Raw                                | New Age Outlaws ont pas été mises dans une benne à ordonnes désignée au bord du ring. |       |
| 79  | The New Age Outlaws (Billy Gunn (5) et Road Dogg (2))        | 2     | 30 mars 1998      | 106   | Albany, NY                      | Raw                                | Battent Cactus Jack et Chainsaw Charlie dans un Steel cage match |       |
| 80  | Kane et Mankind (3)                                          | 1     | 13 juillet 1998   | 13    | East Rutherford, New Jersey     | Raw                                | |       |
| 81  | Steve Austin (3) et The Undertaker                           | 1     | 26 juillet 1998   | 15    | Fresno, Californie              | In Your House : Full Loaded        | |       |
| 82  | Kane (2) et Mankind (4)                                      | 2     | 10 août 1998      | 20    | Omaha, Nebraska                 | Raw                                | Ce match incluaient également New Age Outlaws, D'Lo Brown et The Rock |       |
| 83  | The New Age Outlaws (Billy Gunn (6) et Road Dogg (3))        | 3     | 30 août 1998      | 106   | New York, NY                    | SummerSlam                         | C'était un match ou le tombé peut s'effectuer n'importe ou |       |
| 84  | The Big Boss Man et Ken Shamrock                             | 1     | 14 décembre 1998  | 42    | Tacoma, Washington              | Raw                                | |       |
| 85  | Jeff Jarrett et Owen Hart (4)                                | 1     | 25 janvier 1999   | 65    | Phoenix, Arizona                | Raw                                | |       |
| 86  | Kane (3) et X-Pac (3)                                        | 1     | 30 mars 1999      | 56    | Uniondale, NY                   | Raw                                | X-Pac précédemment connu sous le nom de 123 Kid. |       |
| 87  | The Acolytes (Bradshaw et Faarooq)                           | 1     | 25 mai 1999       | 35    | Moline, Illinois                | Raw                                | Pendant ce temps, Mr. Ass vole le titre de Bradshaw et a affirmé qui l'était a lui après avoir obtenu la broche pendant le match tag team pour les titres avec les 6 hommes, ou il se battait aux côtés de la Acolytes. Une semaine plus tard, Bradshaw aurait récupérer son titre.                                                                                    |       |
| 88  | The Hardy Boyz (Matt et Jeff)                                | 1     | 29 juin 1999      | 26    | Fayetteville, Caroline du Nord  | Raw                                | Titre gagné dans leur état natal, la Caroline du Nord |       |
| 89  | The Acolytes                                                 | 2     | 25 juillet 1999   | 15    | Buffalo, NY                     | Fully Loaded                       | C'était un match handicap que Michaels Hayes faisait équipe avec The Hardy Boyz |       |
| 90  | Kane (4) et X-Pac (4)                                        | 2     | 9 août 1999       | 13    | Rosemont, Illinois              | Raw                                | |       |
| 91  | The Unholy Alliance (The Big Show et The Undertaker (2))     | 1     | 22 août 1999      | 8     | Minneapolis, Minnesota          | SummerSlam 1999                    | |       |
| 92  | Rock 'n' Sock Connection (Mankind (5) et The Rock)           | 1     | 30 août 1999      | 8     | Boston, Massachusetts           | Raw                                | |       |
| 93  | The Unholy Alliance (The Big Show (2) et The Undertaker (3)) | 2     | 7 septembre 1999  | 13    | Albany, NY                      | SmackDown!                         | C'était un match enterré vivant. |       |
| 94  | The Rock 'n' Sock Connection (Mankind (6) et The Rock (2))   | 2     | 20 septembre 1999 | 1     | Houston, Texas                  | Raw                                | Ce match a été contesté la rubrique "Rules Dark Side", ce qui signifie tous les membres du ministère des ténèbres étaient légales dans ce match |       |
| 95  | The New Age Outlaws (Billy Gunn (7) et Road Dogg (4))        | 4     | 21 septembre 1999 | 21    | Dallas, Texas                   | SmackDown!                         | |       |
| 96  | The Rock 'n' Sock Connection (Mankind (7) et The Rock (3))   | 3     | 12 octobre 1999   | 6     | Birmingham, Alabama             | SmackDown!                         | WWE SmackDown, c'était la première équipe qui gagnent les titres à Smackdown!. |       |
| 97  | Crash Holly et Hardcore Holly (2)                            | 1     | 18 octobre 1999   | 15    | Columbus, Ohio                  | Raw                                | Ont Remporté Leurs Titres à Raw Is War |       |
| 98  | Mankind (8) et Al Snow                                       | 1     | 2 novembre 1999   | 6     | Philadelphie, Pennsylvanie      | SmackDown!                         | |       |
| 99  | The New Age Outlaws (Billy Gunn (8) et Road Dogg (5))        | 5     | 8 novembre 1999   | 111   | State College, Pennsylvanie     | Raw                                | |       |
| 100 | The Dudley Boyz (Bubba Ray et D-Von)                         | 1     | 27 février 2000   | 35    | Hartford, Connecticut           | No Way Out 2000                    | |       |
| 101 | Edge et Christian                                            | 1     | 2 avril 2000      | 57    | Anaheim, Californie             | WrestleMania 2000                  | C'était un Ladder match à trois qui incluaient The Hardy Boyz |       |
| 102 | Too Cool (Grand Master Sexay et Scotty 2 Hotty)              | 1     | 29 mai 2000       | 27    | Vancouver, Colombie-Britannique | Raw                                | |       |
| 103 | Edge et Christian                                            | 2     | 25 juin 2000      | 91    | Boston, Massachusetts           | King of the Ring 2000              | |       |
| 104 | The Hardy Boyz                                               | 2     | 24 septembre 2000 | 28    | Philadelphie, Pennsylvanie      | Unforgiven                         | C'était un Steel Cage match |       |
| 105 | Edge et Christian                                            | 3     | 22 octobre 2000   | 1     | Albany, NY                      | No Mercy 2000                      | |       |
| 106 | The Hardy Boyz                                               | 3     | 23 octobre 2000   | 14    | Hartford, Connecticut           | Raw                                | The Hardy Boyz lutté comme Los Conquistadores |       |
| 107 | Right to Censor (Bull Buchanan et The Goodfather)            | 1     | 6 novembre 2000   | 34    | Houston, Texas                  | Raw                                | |       |
| 108 | Edge et Christian                                            | 4     | 10 décembre 2000  | 8     | Birmingham, Alabama             | Armageddon                         | Ce match incluaient The Dudley Boyz, Bully Buchanan et The Goodfather, Road Dogg et K-Kwik |       |
| 109 | The Rock (4) et The Undertaker (4)                           | 1     | 18 décembre 2000  | 1     | Greenville, Caroline du Sud     | Raw                                | |       |
| 110 | Edge et Christian                                            | 5     | 19 décembre 2000  | 33    | Charlotte, Caroline du Nord     | SmackDown!                         | Kurt Angle était l'arbitre spécial. |       |
| 111 | The Dudley Boyz                                              | 2     | 21 janvier 2001   | 44    | Nouvelle Orléans, Louisiane     | Royal Rumble 2001                  | |       |
| 112 | The Hardy Boyz                                               | 4     | 5 mars 2001       | 14    | Washington, D.C.                | Raw                                | |       |
| 113 | Edge et Christian                                            | 6     | 19 mars 2001      | 0     | Albany, NY                      | Raw                                | Ce titre a été à l'origine réservé aux Dudley Boyz, mais Edge et Christian ont affirmé qu'ils étaient pas arrivés à l'aréna. |       |
| 114 | The Dudley Boyz                                              | 3     | 19 mars 2001      | 12    | Albany, NY                      | Raw                                | Après qu'Edge et Christian ont remporté les titres, les Dudley Boyz ont exigé leur chance au titre, qu'ils les ont reçu. |       |
| 115 | Edge et Christian                                            | 7     | 1er avril 2001    | 16    | Houston, Texas                  | WrestleMania X-Seven               | C'était un TLC match qui incluaient The Hardy Boyz. |       |
| 116 | The Brothers of Destruction (The Undertaker (5) et Kane (5)) | 1     | 17 avril 2001     | 12    | Nashville, Tennessee            | SmackDown!                         | |       |
| 117 | The Two-Man Power Trip (Steve Austin (4) et Triple H)        | 1     | 29 avril 2001     | 22    | Rosemont, Illinois              | Backlash                           | Ce match était aussi pour le WWF Championship d'Austin et le Intercontinental Championship de Triple H |       |
| 118 | Chris Benoit et Chris Jericho                                | 1     | 21 mai 2001       | 29    | San Jose, Californie            | Raw                                | |       |
| 119 | The Dudley Boyz                                              | 4     | 19 juin 2001      | 20    | Orlando, Floride                | SmackDown!                         | |       |
| 120 | The APA                                                      | 3     | 9 juillet 2001    | 29    | Atlanta, Géorgie                | Raw                                | |       |
| 121 | Diamond Dallas Page et Chris Kanyon                          | 1     | 7 août 2001       | 12    | Los Angeles, Californie         | SmackDown!                         | |       |
| 122 | The Brothers of Destruction (The Undertaker (6) et Kane (6)) | 2     | 19 août 2001      | 29    | San Jose, Californie            | SummerSlam 2001                    | C'était un Steel Cage match |       |
| 123 | The Dudley Boyz                                              | 5     | 17 septembre 2001 | 35    | Nashville, Tennessee            | Raw                                | |       |
| 124 | Chris Jericho (2) et The Rock (5)                            | 1     | 22 octobre 2001   | 8     | Kansas City, Missouri           | Raw                                | |       |
| 125 | Booker T et Test                                             | 1     | 1er novembre 2001 | 13    | Cincinnati, Ohio                | SmackDown!                         | |       |
| 126 | The Hardy Boyz                                               | 5     | 12 novembre 2001  | 6     | Boston, Massachusetts           | Raw                                | |       |
| 127 | The Dudley Boyz                                              | 6     | 18 novembre 2001  | 50    | Greensboro, Caroline du Nord    | Survivor Series 2001               | C'était un Steel Cage match pour unifié le WWF and WCW Tag Team Championship |       |
| 128 | Spike Dudley et Tazz                                         | 1     | 7 janvier 2002    | 43    | New York, NY                    | Raw                                | C'était un Hardcore match |       |
| 129 | Billy (9) et Chuck                                           | 1     | 19 février 2002   | 90    | Rockford, Illinois              | SmackDown!                         | Les titres viennent à SmackDown |       |
| 130 | Rico et Rikishi (2)                                          | 1     | 19 mai 2002       | 16    | Nashville, Tennessee            | Judgment Day 2002                  | Rikishi précédemment connu sous le nom de Fatu. |       |
| 131 | Billy (10) et Chuck (2)                                      | 2     | 4 juin 2002       | 28    | Oklahoma City, Oklahoma         | SmackDown!                         | C'était un Elimination match. |       |
| 132 | Edge (8) et Hulk Hogan                                       | 1     | 5 juillet 2002    | 16    | Boston, Massachusetts           | SmackDown!                         | Le seul règne par équipe de Hulk Hogan. |       |
| 133 | The Un-Americans (Christian (8) et Lance Storm)              | 1     | 21 juillet 2002   | 64    | Detroit, Michigan               | Vengeance                          | Les titres deviennent exclusifs à Raw |       |
| 134 | The Hurricane et Kane (7)                                    | 1     | 23 septembre 2002 | 21    | Anaheim, Californie             | Raw                                | |       |
| 135 | Christian (9) et Chris Jericho (3)                           | 1     | 14 octobre 2002   | 62    | Montreal, Québec                | Raw                                | |       |
| 136 | Booker T (2) et Goldust                                      | 1     | 15 décembre 2002  | 22    | Sunrise, Floride                | Armageddon                         | Ce match incluaient The Dudley Boyz, William Regal et Lance Storm |       |
| 137 | William Regal et Lance Storm (2)                             | 1     | 6 janvier 2003    | 13    | Phoenix, Arizona                | Raw                                | |       |
| 138 | The Dudley Boyz                                              | 7     | 19 janvier 2003   | 1     | Boston, Massachusetts           | Royal Rumble 2003                  | |       |
| 139 | William Regal (2) et Lance Storm (3)                         | 2     | 20 janvier 2003   | 64    | Providence, Rhode Island        | Raw                                | |       |
| —   | Vacant                                                       | —     | 24 mars 2003      | 0     | Sacramento, Californie          | Raw                                | Vacant à la suite d'une blessure de Regal. |       |
| 140 | Chief Morley et Lance Storm(4)                               | 1     | 24 mars 2003      | 7     | Sacramento, Californie          | Raw                                | Morley lui-même attribue le titres a Storm |       |
| 141 | Kane (8) et Rob Van Dam                                      | 1     | 31 mars 2003      | 76    | Seattle, Washington             | Raw                                | Ce match incluaient The Dudley Boyz |       |
| 142 | La Résistance (René Duprée et Sylvain Grenier)               | 1     | 15 juin 2003      | 98    | Houston, Texas                  | Bad Blood                          | |       |
| 143 | The Dudley Boyz                                              | 8     | 21 septembre 2003 | 84    | Hershey, Pennsylvanie           | Unforgiven                         | C'était un match handicap avec des tables qui incluaient Robert Conway qui faisait équipe avec La Résistance |       |
| 144 | Evolution (Batista et Ric Flair)                             | 1     | 14 décembre 2003  | 64    | Orlando, Floride                | Armageddon                         | C'était un tag team tournoi match impliquant également Robert Conway et René Goguen, Hurricane et Rosey, Mark Jindrak et Garrison Cade, Val Venis et Lance Storm, Test et Scott Steiner. Batista et Flair battent Dudley Boyz pour gagner |       |
| 145 | Booker T (3) et Rob Van Dam (2)                              | 1     | 16 février 2004   | 35    | Bakersfield, Californie         | Raw                                | |       |
| 146 | Evolution                                                    | 2     | 22 mars 2004      | 28    | Detroit, Michigan               | Raw                                | |       |
| 147 | Chris Benoit (2) et Edge (9)                                 | 1     | 19 avril 2004     | 42    | Calgary, Alberta                | Raw                                | |       |
| 148 | La Résistance (Robert Conway et Sylvain Grenier (2))         | 1     | 31 mai 2004       | 141   | Montreal, Québec                | Raw                                | |       |
| 149 | Chris Benoit (3) et Edge (10)                                | 2     | 19 octobre 2004   | 12    | Milwaukee, Wisconsin            | Taboo Tuesday                      | Benoit et Edge ont été votés dans ce match. Benoir a remporté lui-même les titres après qu'Edge l'a abandonné a mi-chemin du match |       |
| 150 | La Résistance (Robert Conway (2) et Sylvain Grenier (3))     | 2     | 1er novembre 2004 | 14    | Peoria, Illinois                | Raw                                | |       |
| 151 | Eugene et William Regal (3)                                  | 1     | 15 novembre 2004  | 62    | Indianapolis, IN                | Raw                                | Ce match incluait Rhyno et Tajiri |       |
| 152 | La Résistance (Robért Conway (3) et Sylvain Grenier (4))     | 3     | 16 janvier 2005   | 19    | Winnipeg, Manitoba              | House show                         | Jonathan Coachman remplace Eugene pour cause de blessure |       |
| 153 | William Regal (4) et Tajiri                                  | 1     | 4 février 2005    | 87    | Saitama, Japon                  | Raw                                | |       |
| 154 | The Hurricane (2) et Rosey                                   | 1     | 1er mai 2005      | 140   | Manchester, New Hampshire       | Backlash                           | Ce match était un Tag Team tournoi match incluant également The Heart Thorbs, Simon Dean et Maven, Robert Conway et Sylvain Grenier. Hurricane et Rosey battent Conway et Grenier pour gagner le match |       |
| 155 | Lance Cade et Trevor Murdoch                                 | 1     | 18 septembre 2005 | 44    | Oklahoma City                   | Unforgiven                         | |       |
| 156 | The Big Show (3) et Kane (9)                                 | 1     | 1er novembre 2005 | 154   | San Diego, Californie           | Taboo Tuesday                      | Big Show et Kane ont été votés dans ce match. |       |
| 157 | Spirit Squad (Johnny, Kenny, Mikey, Mitch et Nicky)          | 1     | 3 avril 2006      | 216   | Rosemont, Illinois              | Raw                                | Kenny et Mikey ont gagné ce match, mais les cinq membres ont été reconnus comme champions aux termes de la règle Freebird |       |
| 158 | Ric Flair (3) et Roddy Piper                                 | 1     | 5 novembre 2006   | 8     | Cincinnati, Ohio                | Cyber Sunday                       | Piper a été voté dans ce match avec poll web. Kenny et Mikey défendent les titres. |       |
| 159 | Rated-RKO (Edge (11) et Randy Orton)                         | 1     | 13 novembre 2006  | 77    | Manchester, Angleterre          | Raw                                | |       |
| 160 | John Cena et Shawn Michaels (4)                              | 1     | 29 janvier 2007   | 64    | Dallas, Texas                   | Raw                                | Durant ce règne, John Cena était WWE Championship |       |
| 161 | The Hardys                                                   | 6     | 2 avril 2007      | 63    | Dayton, Ohio                    | Raw                                | The Hardys gagne les titres dans une Battle Royal, les derniers éliminés sont Lance Cade et Trevor Murdoch. Les autres participants étaient Michaels et Cena, Val Venis et Viscera, Johnny Nitro et The Miz, Paul London et Brian Kendrick, Tommy Dreamer et The Sandman, Marcus Cor Von et Kevin Thorn, Chavo Guerrero et Gregory Helms, William Regal et Dave Taylor |       |
| 162 | Lance Cade et Trevor Murdoch                                 | 2     | 4 juin 2007       | 93    | Tampa, Floride                  | Raw                                | |       |
| 163 | Paul London et Brian Kendrick                                | 1     | 5 septembre 2007  | 3     | Cape Town, Afrique du Sud       | House show                         | |       |
| 164 | Lance Cade et Trevor Murdoch                                 | 3     | 8 septembre 2007  | 93    | Johannesburg, Afrique du Sud    | House show                         | |       |
| 165 | Hardcore Holly (3) et Cody Rhodes                            | 1     | 10 décembre 2007  | 202   | Bridgeport, Connecticut         | Raw 15th Anniversary               | |       |
| 166 | The Legacy (Ted DiBiase, Jr. et Cody Rhodes (2))             | 1     | 29 juin 2008      | 36    | Dallas, Texas                   | Night of Champions 2008            | Cody Rhodes s'est révélé être le partenaire mystère de Ted Dibiase, se retournant donc contre Holly. Le match est alors devenu un match Handicap. |       |
| 167 | Batista (3) et John Cena (2)                                 | 1     | 4 août 2008       | 7     | Knoxville, Tennessee            | Raw                                | |       |
| 168 | The Legacy (Ted DiBiase, Jr. (2) et Cody Rhodes (3))         | 2     | 11 août 2008      | 77    | Richmond, Virginie              | Raw                                | |       |
| 169 | CM Punk et Kofi Kingston                                     | 1     | 27 octobre 2008   | 47    | Tucson, Arizona                 | Raw                                | |       |
| 170 | John Morrison et The Miz                                     | 1     | 13 décembre 2008  | 113   | Hamilton, Ontario               | House show                         | |       |
| 171 | The Colóns (Carlito et Primo)                                | 1     | 5 avril 2009      | 84    | Houston, Texas                  | WrestleMania XXV                   | Dans un Lumberjack match pour unifier le World Tag Team Championship et le WWE Tag Team Championship. | [ 2 ] |
| 172 | Edge (12) et Chris Jericho (4)                               | 1     | 28 juin 2009      | 28    | Sacramento, Californie          | The Bash 2009                      | Dans un Triple Threat Tag Team match incluant The Legacy (Cody Rhodes et Ted DiBiase, Jr.). |       |
| 173 | Jeri-Show (Chris Jericho (5) et Big Show (4))                | 1     | 26 juillet 2009   | 140   | Philadelphie, Pennsylvanie      | Night of Champions 2009            | Edge a été contraint d'abandonner le titre à la suite d'une sérieuse blessure au tendon d'Achille. Jericho ne voulant pas rendre les ceintures, choisit alors Big Show comme nouveau partenaire. La WWE voit cela comme le cinquième règne de Jericho. |       |
| 174 | D-Generation X (Triple H (2) et Shawn Michaels (5))          | 1     | 13 décembre 2009  | 57    | San Antonio, Texas              | TLC: Tables, Ladders & Chairs 2009 | Dans un Tables, Ladders, and Chairs match. |       |
| 175 | ShowMiz (Big Show (5) et The Miz (2))                        | 1     | 8 février 2010    | 77    | Lafayette, Louisiane            | Raw                                | Dans un Triple Threat Elimination match incluant The Straight Edge Society (CM Punk et Luke Gallows). |       |
| 176 | The Hart Dynasty (David Hart-Smith et Tyson Kidd)            | 1     | 26 avril 2010     | 112   | Richmond, Virginie              | Raw                                | Le World Tag Team Championship a été désactivé durant leur règne le 16 août 2010. |       |
| —   | Désactivé                                                    | —     | 16 septembre 2010 | —     | Los Angeles, Californie         | Raw                                | Unifié avec le WWE Tag Team Championship depuis le 5 avril 2009, le World Tag Team Championship est retiré pour ainsi continuer la lignée du WWE Tag Team Championship. |       |

## Liste des règnes combinés

### Par catcheur

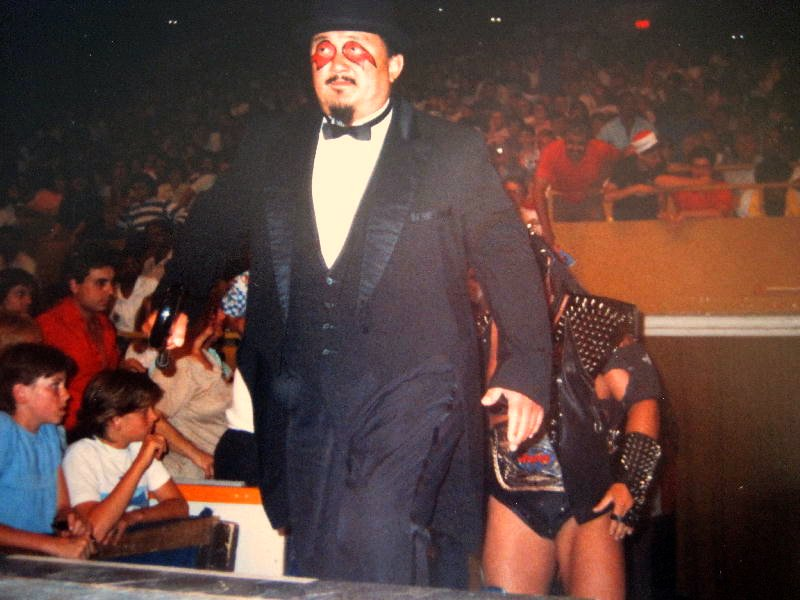
Mr. Fuji, qui est le champion en titre du combiné le plus long avec 932 jours.

| Rang | Catcheur                      | Reigns | Jours Combiné |
| ---- | ----------------------------- | ------ | ------------- |
| 1    | Mr. Fuji                      | 5      | 932           |
| 2    | Billy Gunn                    | 10     | 916           |
| 3    | Ax                            | 3      | 698           |
| 3    | Smash                         | 3      | 698           |
| 5    | Johnny Valiant                | 2      | 600           |
| 6    | Tony Garea                    | 5      | 597           |
| 7    | Professor Tanaka              | 3      | 569           |
| 8    | Mike Rotundo/I.R.S.           | 5      | 548           |
| 9    | Davey Boy Smith               | 2      | 540           |
| 10   | Owen Hart                     | 4      | 485           |
| 11   | Bret Hart                     | 2      | 483           |
| 11   | Jim Neidhart                  | 2      | 483           |
| 13   | Road Dogg                     | 5      | 468           |
| 14   | Afa Anoaʻi                    | 3      | 431           |
| 14   | Sika Anoa'i                   | 3      | 431           |
| 16   | Chief Jay Strongbow           | 4      | 421           |
| 17   | Ted DiBiase                   | 3      | 411           |
| 18   | Kane                          | 9      | 393           |
| 19   | Big Show                      | 5      | 391           |
| 20   | Edge                          | 12     | 385           |
| 21   | Jimmy Valiant                 | 1      | 370           |
| 22   | Rick Martel                   | 3      | 365           |
| 23   | Mr. Saito                     | 2      | 363           |
| 24   | Christian                     | 9      | 332           |
| 25   | Bart Gunn                     | 3      | 331           |
| 26   | Tito Santana                  | 2      | 325           |
| 27   | Cody Rhodes                   | 3      | 315           |
| 28   | Dynamite Kid                  | 1      | 294           |
| 29   | Bubba Ray Dudley              | 8      | 281           |
| 29   | D-Von Dudley                  | 8      | 281           |
| 31   | Adrian Adonis                 | 1      | 279           |
| 31   | Dick Murdoch                  | 1      | 279           |
| 33   | Sylvain Grenier               | 4      | 272           |
| 34   | Chris Jericho                 | 5      | 267           |
| 35   | Shawn Michaels                | 5      | 257           |
| 36   | Billy White Wolf              | 1      | 237           |
| 37   | "Gentleman" Jerry Valiant     | 1      | 230           |
| 37   | Trevor Murdoch                | 3      | 230           |
| 37   | Lance Cade                    | 3      | 230           |
| 40   | Brutus Beefcake               | 1      | 226           |
| 40   | Greg Valentine                | 1      | 226           |
| 42   | William Regal                 | 4      | 224           |
| 43   | Bob "Hardcore" Holly          | 3      | 218           |
| 44   | Pierre                        | 3      | 216           |
| 44   | Jacques                       | 3      | 216           |
| 44   | Johnny                        | 1      | 216           |
| 44   | Kenny                         | 1      | 216           |
| 44   | Mikey                         | 1      | 216           |
| 44   | Mitch                         | 1      | 216           |
| 44   | Nicky                         | 1      | 216           |
| 51   | Road Warrior Animal           | 2      | 213           |
| 51   | Road Warrior Hawk             | 2      | 213           |
| 53   | Dominic DeNucci               | 2      | 209           |
| 54   | The Miz                       | 2      | 190           |
| 55   | Luke Graham                   | 1      | 186           |
| 55   | Tarzan Tyler                  | 1      | 186           |
| 57   | Louis Cerdan                  | 1      | 185           |
| 57   | Tony Parisi                   | 1      | 185           |
| 59   | Yokozuna                      | 2      | 175           |
| 59   | Dean Ho                       | 1      | 175           |
| 61   | Robért Conway                 | 3      | 174           |
| 62   | Ivan Putski                   | 1      | 173           |
| 63   | Executioner #1                | 1      | 168           |
| 63   | Executioner #2                | 1      | 168           |
| 65   | The Hurricane                 | 2      | 161           |
| 66   | Brian Knobbs                  | 1      | 155           |
| 66   | Jerry Sags                    | 1      | 155           |
| 68   | Tony Atlas                    | 1      | 154           |
| 68   | Rocky Johnson                 | 1      | 154           |
| 70   | Matt Hardy                    | 6      | 151           |
| 70   | Jeff Hardy                    | 6      | 151           |
| 72   | Yukon Pierre                  | 1      | 148           |
| 72   | Scott Irwin                   | 1      | 148           |
| 72   | Jules Strongbow               | 2      | 148           |
| 72   | Crush                         | 1      | 148           |
| 76   | Lance Storm                   | 4      | 147           |
| 77   | Stone Cold Steve Austin       | 4      | 141           |
| 78   | Rosey                         | 1      | 140           |
| 78   | Rikishi                       | 2      | 140           |
| 80   | Barry Windham                 | 2      | 137           |
| 81   | Rex                           | 1      | 126           |
| 82   | Samu                          | 1      | 124           |
| 83   | Chuck                         | 2      | 117           |
| 84   | Ted DiBiase, Jr.              | 2      | 113           |
| 84   | John Morrison                 | 1      | 113           |
| 86   | David Hart Smith              | 1      | 112           |
| 86   | Tyson Kidd                    | 1      | 112           |
| 88   | King Curtis Iaukea            | 1      | 111           |
| 88   | Mikel Scicluna                | 1      | 111           |
| 88   | Rob Van Dam                   | 2      | 111           |
| 91   | Dude Love/Cactus Jack/Mankind | 8      | 110           |
| 92   | André the Giant               | 1      | 109           |
| 92   | Haku                          | 1      | 109           |
| 94   | Larry Zbyszko                 | 1      | 105           |
| 95   | Haystacks Calhoun             | 1      | 104           |
| 95   | Dino Bravo                    | 1      | 104           |
| 97   | Ric Flair                     | 3      | 100           |
| 98   | Batista                       | 3      | 99            |
| 99   | René Duprée                   | 1      | 98            |
| 100  | Rick Steiner                  | 2      | 88            |
| 100  | Scott Steiner                 | 2      | 88            |
| 100  | Diesel                        | 2      | 88            |
| 103  | Tajiri                        | 1      | 86            |
| 104  | Earthquake                    | 1      | 85            |
| 104  | Typhoon                       | 1      | 85            |
| 106  | Chris Benoit                  | 3      | 84            |
| 106  | Carlito                       | 1      | 84            |
| 106  | Primo                         | 1      | 84            |
| 109  | Moondog Spot                  | 1      | 81            |
| 110  | Bradshaw                      | 3      | 79            |
| 110  | Faarooq                       | 3      | 79            |
| 110  | Triple H                      | 2      | 79            |
| 113  | The Iron Sheik                | 1      | 78            |
| 113  | Nikolai Volkoff               | 1      | 78            |
| 113  | The Undertaker                | 6      | 78            |
| 116  | The 1-2-3 Kid/X-Pac           | 4      | 77            |
| 116  | Randy Orton                   | 1      | 77            |
| 118  | Arn Anderson                  | 1      | 76            |
| 118  | Tully Blanchard               | 1      | 76            |
| 120  | Blackjack Mulligan            | 1      | 74            |
| 120  | Blackjack Lanza               | 1      | 74            |
| 122  | Booker T                      | 3      | 70            |
| 122  | John Cena                     | 2      | 70            |
| 124  | Victor Rivera                 | 1      | 67            |
| 125  | Jeff Jarrett                  | 1      | 64            |
| 126  | Eugene                        | 1      | 62            |
| 127  | Karl Gotch                    | 1      | 57            |
| 127  | Rene Goulet                   | 1      | 57            |
| 129  | Skip                          | 1      | 49            |
| 129  | Zip                           | 1      | 49            |
| 131  | CM Punk                       | 1      | 47            |
| 131  | Kofi Kingston                 | 1      | 47            |
| 133  | Moondog King                  | 1      | 45            |
| 134  | Spike Dudley                  | 1      | 43            |
| 134  | Tazz                          | 1      | 43            |
| 136  | The Big Boss Man              | 1      | 42            |
| 136  | Ken Shamrock                  | 1      | 42            |
| 138  | Pat Barrett                   | 1      | 38            |
| 139  | Sonny King                    | 1      | 36            |
| 140  | Bull Buchanan                 | 1      | 34            |
| 140  | The Goodfather                | 1      | 34            |
| 142  | Mosh                          | 1      | 28            |
| 142  | Thrasher                      | 1      | 28            |
| 144  | Grand Master Sexay            | 1      | 27            |
| 144  | Scotty 2 Hotty                | 1      | 27            |
| 146  | The Rock                      | 5      | 24            |
| 147  | Goldust                       | 1      | 22            |
| 148  | Hollywood Hulk Hogan          | 1      | 19            |
| 149  | Rico                          | 1      | 16            |
| 15   | Crash Holly                   | 1      | 15            |
| 151  | Test                          | 1      | 13            |
| 152  | Diamond Dallas Page           | 1      | 12            |
| 152  | Kanyon                        | 1      | 12            |
| 154  | Henry O. Godwinn              | 2      | 9             |
| 154  | Phineas I. Godwinn            | 2      | 9             |
| 156  | Roddy Piper                   | 1      | 8             |
| 157  | Marty Jannetty                | 1      | 7             |
| 157  | Chief Morley                  | 1      | 7             |
| 159  | Al Snow                       | 1      | 6             |
| 160  | Paul London                   | 1      | 3             |
| 160  | Brian Kendrick                | 1      | 3             |
| 162  | Mabel                         | 1      | 2             |
| 162  | Mo                            | 1      | 2             |
| 164  | Bob Backlund                  | 1      | 1             |
| 164  | Pedro Morales                 | 1      | 1             |
| 164  | Chainsaw Charlie              | 1      | 1             |